# Міцуї Рісако
Рісако Міцуї (яп. 三井 梨紗子, нар. 23 вересня 1993) — японська спортсменка, спеціалістка з синхронного плавання, дворазова бронзова призерка Олімпійських ігор 2016 року.

## Виступи на Олімпіадах
| Олімпіада           | Дисципліна | Місце |
| ------------------- | ---------- | ----- |
| Лондон 2012         | групи      | 5     |
| Ріо-де-Жанейро 2016 | дуети      | 3     |
| Ріо-де-Жанейро 2016 | групи      | 3     |

## Зовнішні посилання
- Рісако Міцуї — олімпійська статистика на сайті Sports-Reference.com (англ.) (архівна версія)